# Naked Soldier
Pour plus de détails, voir Fiche technique et Distribution.
Naked Soldier, signifiant en anglais « Soldat Nu », est un thriller hong-kongais dont le titre original en langue cantonaise est « 絕色 武器 » (prononcez « Juésè wǔqì »). Il a été diffusé le 23 août 2012 et réalisé par Marco Mak. Il est écrit et produit par Wong Jing (Naked Weapon). Il met en vedette Sammo Hung, Jennifer Tse et Andy On. Il est le troisième épisode de la saga « Naked » après Naked Killer (1992) et Naked Weapon (2002),,. Le film a été tourné en langue cantonaise.

## Synopsis
À Taïwan, Lung travaille pour Interpol et intercepte la drogue de Madame Rose, une assassin professionnelle. Madame Rose entre dans la maison du policier Lung et tue toute sa famille, excepté sa fille qu’elle kidnappe. Lung échappe à l’explosion de la maison. Lung adopte une fille qui s’appelle Skinny.
Madame Rose change le prénom de la fille de Lung par « Phoenix ».
Elle lui fait un lavage de cerveau et lui apprend à devenir un assassin professionnel. Madame Rose a deux autres filles Yvi et Sélina et un fils, Dragon.
Phoenix suit des cours de criminologie à la fac.
Phoenix est envoyé en mission à Taiwan, mais elle commet des erreurs permettant à Interpol de trouver son ADN. Lung travail pour Interpol, madame Rose demande à Phoenix de le tuer.
Les notes scolaires de Skinny sont faibles, obligeant Lung à lui chercher un professeur de cours particuliers. Phoenix répond à l’annonce. Elle entre chez Lung pour donner un cours particulier à Skinny. Lung met une cassette vidéo dans le magnétoscope. Le film montre Phoenix quand elle n’était qu’une enfant avec son père Lung. Phoenix comprend que sa cible n'est autre que son père. Elle ne peut tirer et s’enfuit.
Des tueurs essaient de tuer Phoenix. Son frère, Dragon la sauve en sacrifiant sa vie. Madame Rose kidnappe Lung et Skinny. Phoenix se retourne contre sa mère adoptive, Madame Rose, pour obtenir leur libération. Sélina se met du côté de Power qui tue Yvi. Sélina tue madame Rose. Phoenix libère Lung et Skinny qui se battent contre Tiger et Honney. Phoenix maitrise Sélina mais celle-ci se jette dans le vide.

## Fiche technique
- Cinématographie : Cheung Man-po et Miu Kin-fai
- Scénario : Wong Jing
- Musique : Ying-Wah Wong
- Durée : 78 minutes
- Pays :  Hong Kong
- Date : 23 août 2012
- Déconseillé aux moins de 12 ans.

## Distribution
- Sammo Hung (VF : Jean-François Vlérick) : Chi-Keung Lung
- Jennifer Tse (VF : Monika Lawinska) : Phoenix / Macy, la fille de Lung
- Jia-Qi Kang (en) (VF : Catherine Desplaces) : Wai-Chu Lung / Skinny, la fille adoptive de Lung
- Ellen Chan : Madam Rose, la kidnappeuse de Phoenix
- Andy On (VF : Benjamin Pascal) : Sam Wong, policier amoureux de Phoenix
- Timmy Hung (en) : Pete
- Philip Ng : Dragon, fils de Me Rose
- Lena Lin (en) : Ivy, fille de Me Rose
- Ankie Beilke : Selina, fille de Me Rose
- Anthony Wong Chau Sang (VF : Éric Peter) : Power, criminel concurrent de Me Rose
- Jiang Luxia (zh) Luxia Jiang (en) : Tiger, le thaï au service de Power
- Ian Powers : Honney, assassin au service de Power